# Gilles Lipovetsky
Gilles Lipovetsky (París, 24 de setembre de 1944) és un sociòleg francès, molt conegut per analitzar el postmodernisme i l'hipermodernisme.
És Professor agregat de filosofia a la Universitat de Grenoble i Membre del Consell d'anàlisis de la Societat, a més d'altres càrrecs oficials. En les seves principals obres (en particular, L'era del buit) analitza el que s'ha considerat la societat postmoderna, amb temes recurrents com el consum, l'hiperindividualisme contemporani, la hipermodernitat, la cultura de masses, l'hedonisme, la moda i l'efímer, els mass media, el culte a l'oci, la cultura com a mercaderia, l'ecologisme com a disfressa, entre altres temes.
En una de les principals obres (L'ère du vide, 1983), Lipovetsky analitza una societat «postmoderna» marcada, segons ell, per una separació de l'esfera pública, i alhora una pèrdua del sentit de les grans institucions col·lectives (socials i polítiques) i una cultura «oberta» amb base a una regulació cool de les relacions humanes (tolerància, hedonisme, personalització dels processos de socialització, educació permissiva, alliberament sexual, humor). Aquesta visió de la societat planteja un neoindividualisme de tipus narcisista i, més encara, allò que Lipovetsky anomena «la segona revolució individualista».
Lipovetsky ha col·laborat amb el CCCB de Barcelona en l'exposició Pantalla Global, el 2012.

## Premis i reconeixements
- Cavaller de la Légion d'Honneur
- Doctor Honoris Causa de l'Université de Sherbrooke (Quebec, Canadà)
- Doctor Honoris Causa de la Nova Universitat Bulgara (Sofia)

## Obres publicades
La seva primera obra, L'ère du vide, ja va rebre una gran atenció i ubicà a Lipovetski en el mapa dels filòsofs francesos que han marcat el segle xx. És un autor força prolífic i ha estat traduït en divuit països diferents.
- 1983- L'ère du vide. Essais sur l'individualisme contemporain, Gallimard, París. Traducció al castellà de Joan Vinyoli Sastre.
- 1987- L'empire de l'ephémère. La mode et son destin dans les sociétés modernes, Gallimard, París.
- 1992- Le crépuscule du devoir. L'éthique indolore des nouveaux temps démocratiques, Gallimard. París.
- 1997- La troisième femme. Permanence et révolution du féminin, Gallimard, París.
- 2002- Métamorphoses de la culture libérale, Ethique, médias, entreprise, Liber, Montreal.
- 2004- Le luxe éternel. De l'âge du sacré aux temps de marques, en col·laboració amb Elyette Roux, Gallimard, París.
- 2004- Les temps hypermodernes, Grasset & Frasquelle, París.
- 2006- Le Bonheur paradoxal: essai sur la société d'hyperconsommation, Gallimard, París.
- 2006- La Société de déception, Éditions Textuel.
- 2007- L’Écran global : culture-médias et cinéma à l'âge hypermoderne, éditions du Seuil, París.
- 2008- La Culture-monde: réponse à une société désorientée, Odile Jacob, París.
- 2010- L’Occident mondialisé : controverse sur la culture planétaire, Grasset, París.
- 2013- L’Esthétisation du monde: vivre à l'âge du capitalisme artiste, Gallimard, París.
- 2015- De la légèreté, Grasset, París.
- 2017- Plaire et toucher. Essai sur la société de séduction, Gallimard, París.
- 2021- Le Sacre de l'authenticité, Gallimard, París.